# Petrus von Alcantara

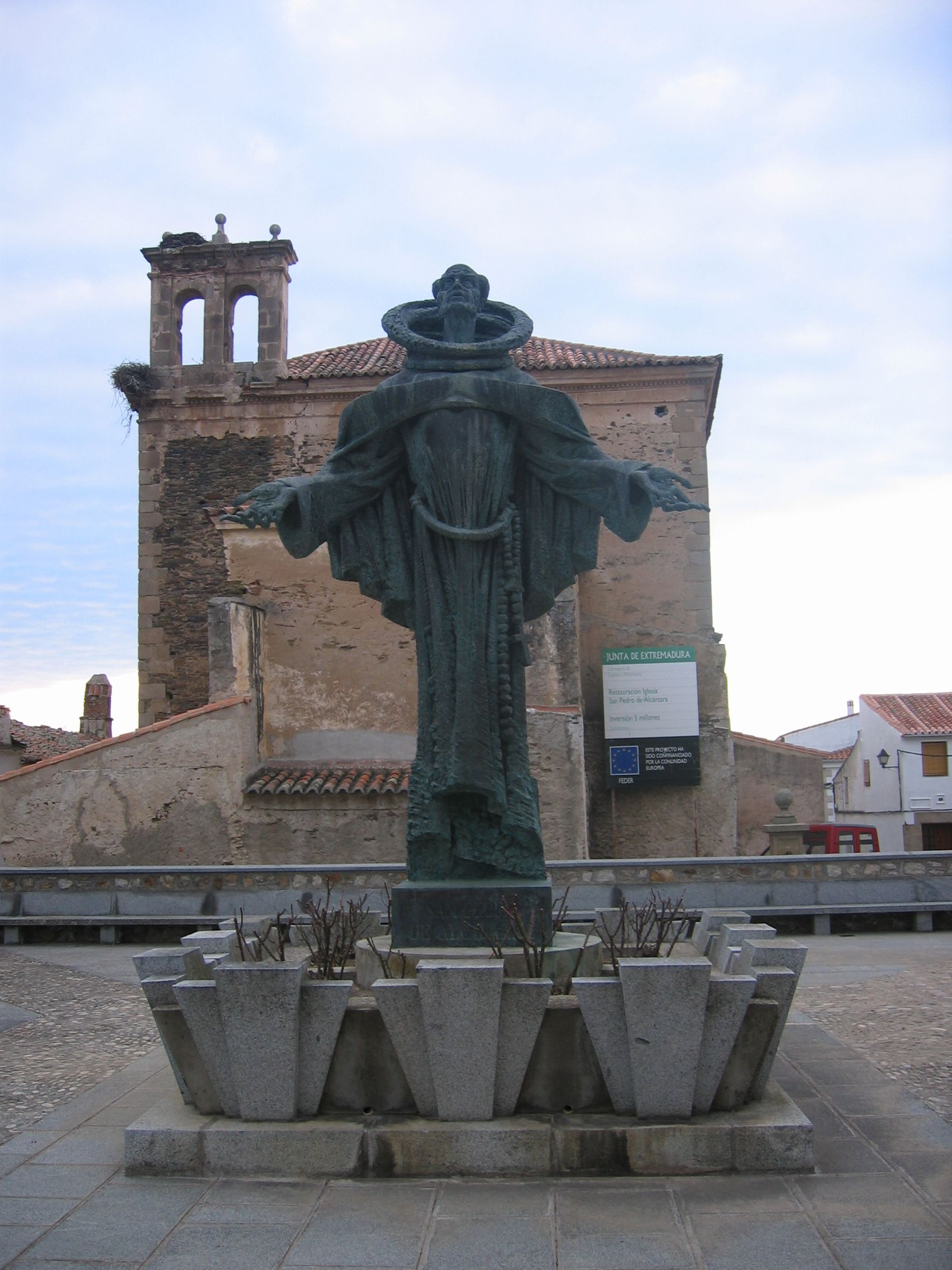
Denkmal für den hl. Petrus in seiner Heimatstadt Alcántara in der Region Extremadura

Petrus von Alcantara (vor dem Ordenseintritt Juan de Garavito y Vilela de Sanabria) (* 1499 in Alcántara, Westspanien; † 18. Oktober 1562 in Arenas de San Pedro bei Ávila) war ein spanischer Mystiker, Bußprediger und franziskanischer Ordensreformator. Im Jahr 1669 wurde er heiliggesprochen. Sein Fest wird in der Römisch-katholischen Kirche am 19. Oktober begangen.

## Leben
Juan stammte aus einer Adelsfamilie der Extremadura. Er übte von frühester Jugend an härteste Askese. Nach zweijähriger Ausbildung an der Universität Salamanca trat er mit 15 Jahren in den Franziskanerorden ein und war zunächst Pförtner in dem kleinen Kloster San Francisco de los Majarretes in der Nähe von Valencia de Alcántara. Im Jahr 1524 empfing er die Priesterweihe. Er wirkte als Priester und Oberer in verschiedenen Klöstern und war bald ein gefragter Prediger. Als solcher wurde er von König Johann dem Frommen an den portugiesischen Königshof gerufen, wo er prominente Höflinge, darunter Mitglieder der königlichen Familie, zu Umkehr und Buße bewegt haben soll und hohes Ansehen gewann.
Nach seiner Rückkehr nach Spanien setzte er sich für die Reform des Franziskanerordens ein. Bereits 1540 wurden unter seiner Ägide die Konstitutionen der Franziskaner-Ordensprovinz St. Gabriel verschärft. Daneben gab Petrus den Anstoß zu zahlreichen Klostergründungen. Er wanderte barfuß über die Pyrenäen bis nach Rom, um vom Papst Julius III. die Erlaubnis für sein Reformwerk einzuholen. Im Jahr 1555 erfolgte die Gründung einer Reformkongregation, aus der die 1561 gegründete und 1563 päpstlich approbierte Provinz St. Joseph erwuchs. Ab 1557 war er als Generalkommissar für die von ihm betreuten Reformklöster in Spanien zuständig.
Er selbst zog sich in das von ihm gegründete Kloster Pedroso im Nordwesten Portugals zurück, wo er in strengster Askese in einer winzigen Klosterzelle lebte. Berichtet wird unter anderem, er habe nur alle drei Tage etwas gegessen und in seiner Zelle, in der er sich aufgrund der Enge nicht ausstrecken konnte, auf dem Fußboden mit dem Kopf an ein Brett gelehnt nur anderthalb oder zwei Stunden pro Nacht geschlafen. Außerdem sind grauenhafte Selbstkasteiungen überliefert. Die Zelle kann noch besichtigt werden.
In der Frage der Verfasserschaft des nachhaltig auf Frömmigkeit und Mystik wirkenden und auf Spanisch verfassten Tratado de la oración y meditación („Traktat vom Gebet und der Meditation“), der auch Ludwig von Granada zugeschrieben wurde, kommt Petrus nach herrschender Meinung die Priorität zu. Petrus vertrat die Ansicht, Frauen seien für das spirituelle Leben als Asket und Mystiker im Allgemeinen besser geeignet als Männer.
Im Jahr 1557 lernte die später ebenfalls heiliggesprochene Ordensreformerin Teresa von Ávila Petrus in hohem Alter kennen und schätzte ihn als Ratgeber. Der bei Hof und im Vatikan angesehene Ordensmann unterstützte Teresas eigene Reformvorhaben als gewichtiger Fürsprecher, und sie berief sich auch nach seinem Tode gegenüber kirchlichen und weltlichen Autoritäten häufig auf ihn als Gewährsmann für ihre Anliegen. Als Beichtvater des zurückgetretenen Kaisers wurde Petrus von Alcantara auch an das Refugium von Karl V. (reg. 1516–1556) im Kloster von Yuste berufen. Seine letzten Lebensjahre verbrachte er in der Kleinstadt Arenas, die später seinen Namenszusatz erhielt.

## Selig- und Heiligsprechung
Im Jahr 1622 wurde er von Papst Gregor XV. selig- und 1669 von Papst Clemens IX. heiliggesprochen. Er gilt als Schutzpatron Brasiliens und als Beschützer der Nachtwächter und Nachtarbeiter; letzteres wird damit begründet, dass er die Nächte häufig im Gebet durchwacht haben soll. Außerdem wird er gegen Fieberkrankheiten angerufen.

## Alcantariner
Aus dem von Petrus von Alcantara reformierten Franziskanerverband gingen die nach ihm benannten „Alcantariner“ hervor, die auch als „(Franziskaner-)Discalceaten“ (Unbeschuhte, Barfüßer) oder „Minoriten der strengsten Observanz“ bekannt wurden und einen bis zum Jahr 1897 selbständigen Zweig des Franziskanerordens bildeten. Mit den beiden anderen Zweigen der franziskanischen Observanzbewegung, den Franziskaner-Reformaten in Italien, Tirol, Österreich, Bayern und Polen sowie den Franziskaner-Rekollekten in West- und Nordeuropa (Spanien, Frankreich, Belgien, Deutschland, England, Irland) unterstanden die Alcantariner einem einzigen Generalminister. Die Alcantariner blieben auf die Iberische Halbinsel beschränkt und waren von dort aus als Missionare in Amerika und im Fernen Osten tätig. Im 19. Jahrhundert relativierten sich die Unterschiede zwischen den Zweigen des Ordens, so dass Papst Leo XIII. mit seiner Bulle Felicitate quadam vom 4. Oktober 1897 sie zu einem einheitlichen Orden, dem Ordo Fratrum Minorum mit einheitlichen Generalstatuten vereinigte (Unio Leonina). Erster Generalminister nach der Union wurde der deutsche Aloys Lauer aus der Provinz Thuringia.
Seit dem 17. Jahrhundert existierte in Spanien und Portugal auch ein weiblicher Zweig, die Alcantarinerinnen.
Nach seinem Vorbild wurden auch die im ausgehenden 16. und beginnenden 17. Jahrhundert entstandenen Reformzweige anderer Orden als „Barfüßer“ bezeichnet, beispielsweise die Unbeschuhte Karmeliten.

## Werke
- Hauptwerk: Tratado de la oración y meditación (lat.: De meditatione et oratione, 1843, dt.: Das goldene Büchlein über die Betrachtung und das innerliche Gebet. Aus dem Spanischen hrsg. und übers. von Philibert Seeböck, 1900).